# Bollberg
Bollberg è una frazione della città tedesca di Stadtroda.

## Storia
Il 1º gennaio 2019 il comune di Bollberg venne soppresso e aggregato alla città di Stadtroda.